# Superhjältarna (film)

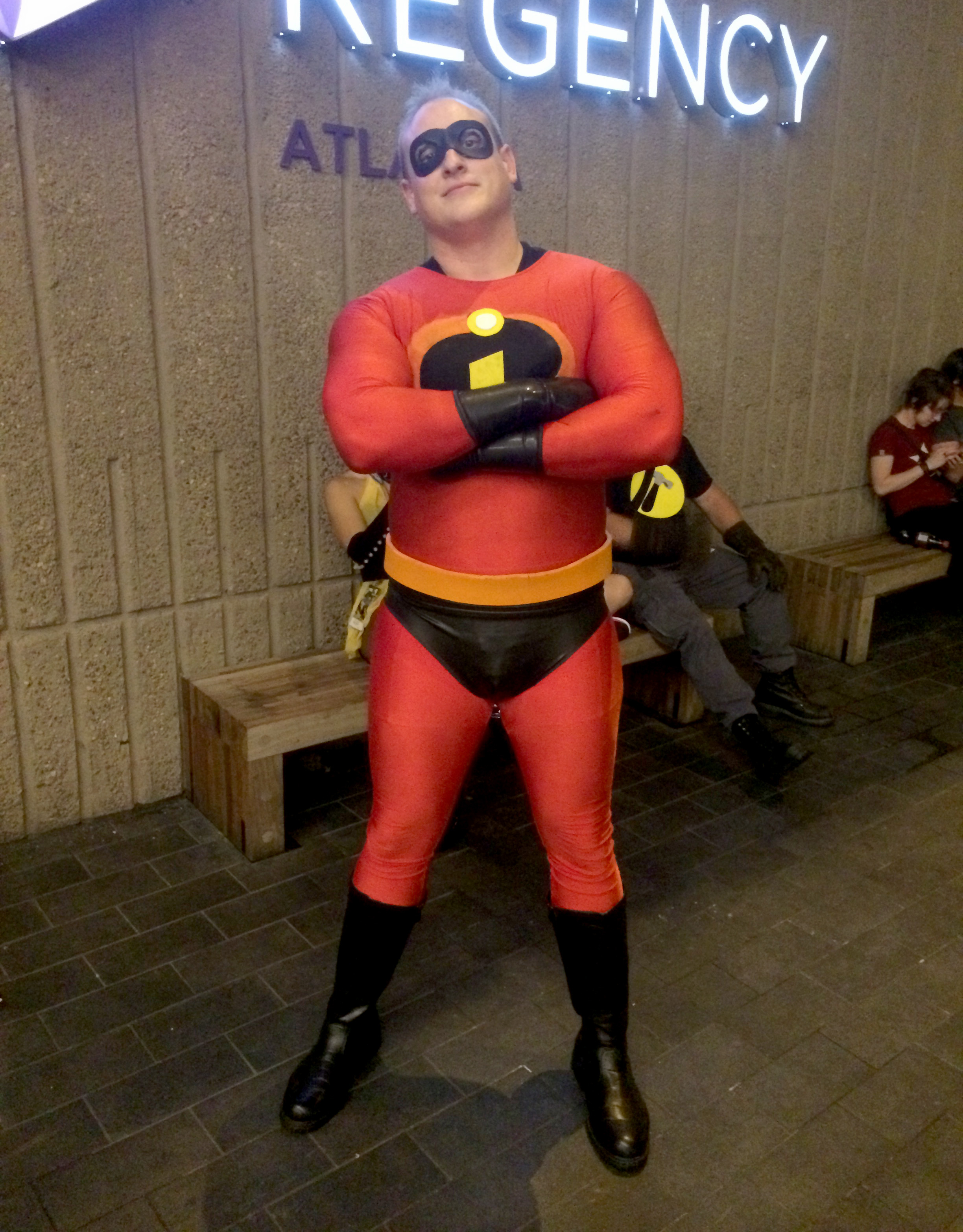
En person utklädd till Mr. Incredible.

Superhjältarna (engelska: The Incredibles) är en amerikansk animerad film från 2004.

## Handling
Två gifta före detta superhjältar, Mr. Incredible och Elastaflickan, lever med familjen ett ganska normalt liv med vanliga jobb. De tvingades sluta superhjälteyrket efter att superhjältar runt om i världen började bli stämda av dem som blivit räddade av dem, och superhjältarna lyckades med statlig hjälp få skyddad identitet så de kunde leva anonymt. Mr. Incredible och Elastaflickan fick namnen Bob och Helen Parr och kunde leva i fred. En dag får Bob ett anonymt erbjudande om att åter ta på sig trikåerna och rädda dagen, vilket är något han väldigt gärna vill, men det har ju gått några år sedan senast. Han reser iväg, och Helen följer efter när hon får reda på allt. Deras barn, Violet och Dash följer också med, i hemlighet, men upptäcks inte förrän det är för sent att vända om.

## Rollista
| Karaktär                           | Engelska röster              | Svenska röster   |
| ---------------------------------- | ---------------------------- | ---------------- |
| Robert "Bob" Parr / Mr. Incredible | Craig T. Nelson              | Allan Svensson   |
| Helen Truax-Parr / Elastaflickan   | Holly Hunter                 | Sara Lindh       |
| Dashiell "Dash" Parr               | Spencer Fox                  | Dennis Granberg  |
| Violet Parr                        | Sarah Vowell                 | Elina Raeder     |
| Jack-Jack Parr                     | Eli Fucile och Maeve Andrews |                  |
| Buddy Pine / Syndrome              | Jason Lee                    | Jakob Stadell    |
| Mirage                             | Elizabeth Peña               | Eva Röse         |
| Lucius Best / Fryzo                | Samuel L. Jackson            | Rafael Edholm    |
| Gilbert Huph                       | Wallace Shawn                | Magnus Härenstam |
| Edna "E" Mode                      | Brad Bird                    | Ewa Fröling      |
| Rick Dicker                        | Bud Luckey                   | Torsten Wahlund  |
| Bernie Kropp                       | Lou Romano                   | Göran Engman     |
| Tony Rydinger                      | Michael Bird                 | Niels Pettersson |
| Kari McKeen                        | Bret Parker                  | Anna Nordell     |
| Undergrävaren                      | John Ratzenberger            | Jonas Malmsjö    |
| Mrs. Hogenson                      | Jean Sincere                 | Meta Velander    |
| Mary Best                          | Kimberly Adair Clark         | Annica Smedius   |
| Rektor John Walker                 | Wayne Canney                 | Jonas Bergström  |
| Reporter                           | Teddy Newton                 | Lasse Bengtsson  |

## Produktion
Superhjältarna är regisserad av Brad Bird efter eget manus. Filmen är gjord av Pixar Animation Studios som tidigare gjort bland annat filmerna Toy Story, Monsters, Inc. och Hitta Nemo.
The Incredibles är en komisk superhjältefilm med mängder av blinkningar till andra filmer. Man känner igen hänvisningar som att filmens onde, maktgalne skurk har isolerat sig på en vulkanisk ö med vattenfall, sinnrika ingångar och andra typiska attribut, precis som S.P.E.C.T.R.E.-skurkarna i de tidiga James Bond-filmerna. Överlag är filmen väldigt mycket retro till sitt formspråk med 1950- och 1960-talsreferenser.
Mot slutet av filmen syns två äldre herrar tala med varandra om "The old School". De två ska föreställa Ollie Johnston och Frank Thomas, de två av Disneys "Nine old men" som levde längst. Förutom att ha arbetat som animatörer har de skrivit böcker om animation och deltagit i flera intervjuer som ingår i filmer om animation.
Som extramaterial till filmen finns kortfilmen Hopp som handlar om ett får som får en ny päls genom att hoppa.
Filmen fick två Oscar 2004 för Bästa animerade film och Bästa ljudredigering, och den nominerades även för Bästa originalmanus och Bästa ljud.
En direkt uppföljare, Superhjältarna 2, hade premiär 15 juli 2018.